# 以拉

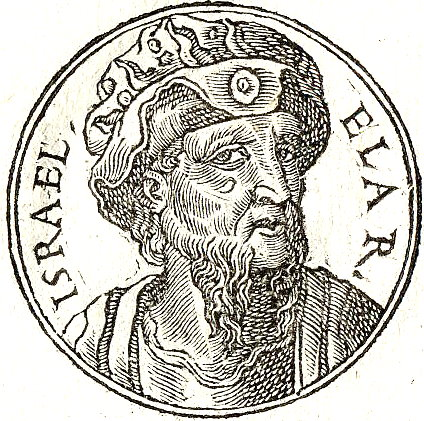
以拉

以拉（希伯來語：‎，？—前885年）天主教譯為厄拉，是古代中東國家北以色列王國的第四任君主。他的父親是巴沙（列王紀上16:8）。

## 登年早期
以拉在位的年期，目前歷史上有兩種講法：
1. 費毅榮（英语：Edwin R. Thiele）認為是從前885年到前884年；
2. 威廉·奧爾布賴特（英语：William F. Albright）認為是從前877年到前876年。

## 聖經相關章節
- 《列王紀上》第16章8節–第16章14節